# Josef Hyrš

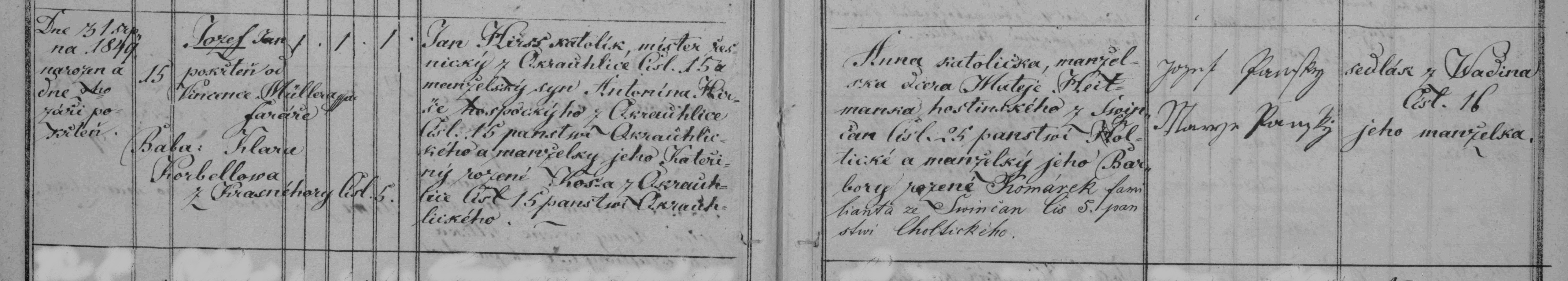
Matrika narozených obce Okrouhlice – záznam o narození Josefa Hyrše

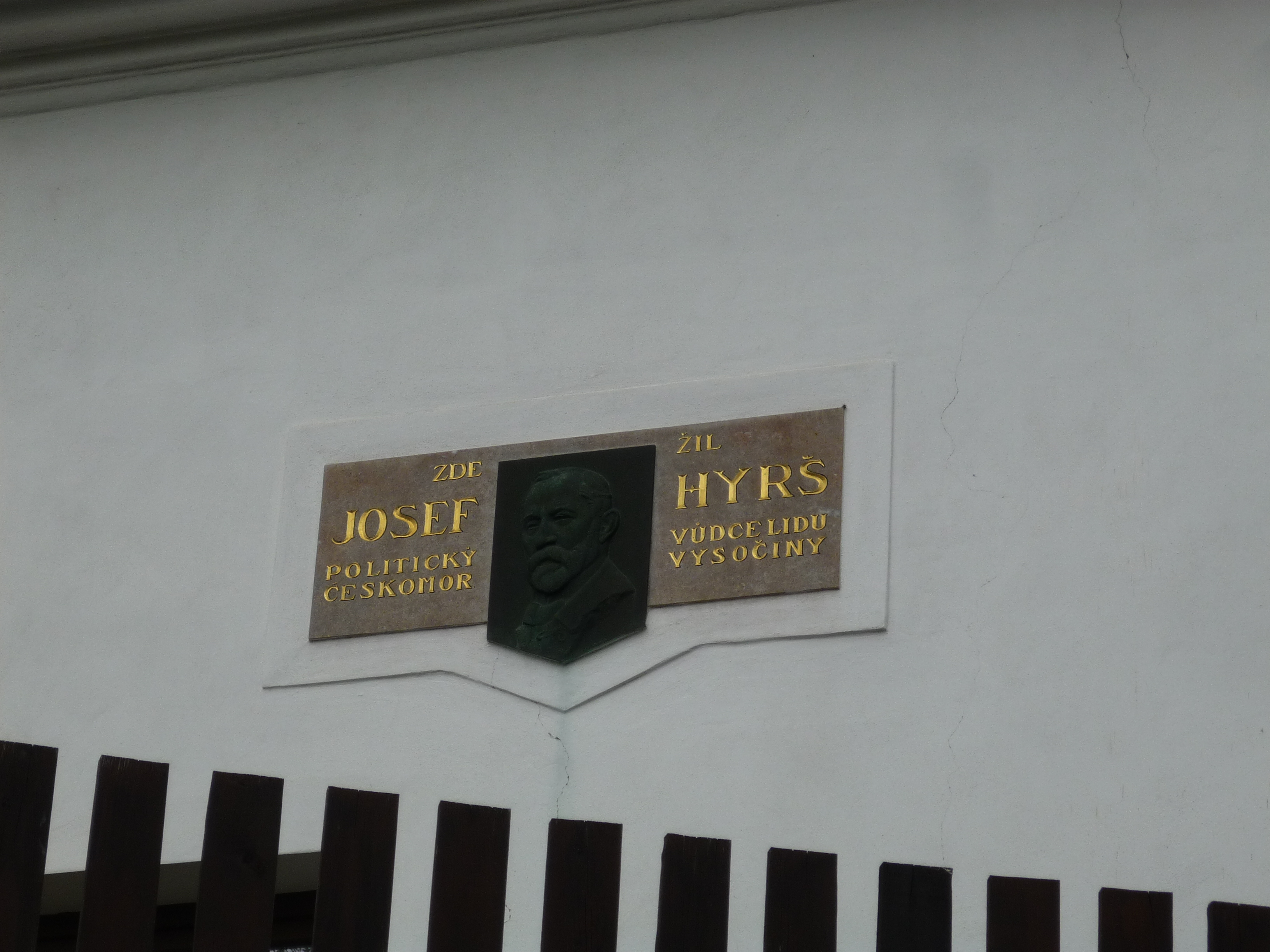
Pamětní deska v Okrouhlici č. p. 29

Josef Hyrš (31. srpna 1849 Okrouhlice – 3. května 1921 Okrouhlice) byl český a československý politik, člen Národní strany svobodomyslné (mladočeši) a meziválečný poslanec Revolučního národního shromáždění. Později byl senátorem.

## Biografie
Vychodil školu ve Svinčanech u Choltic, od roku 1862 studoval na gymnáziu v Německém Brodě a v letech 1864–1865 na gymnáziu v Chrudimi. Po smrti otce musel studia přerušit a věnovat se hospodaření na rodinném statku. Roku 1885 se stal starostou hospodářského spolku pro okolí Okrouhlic. Politicky aktivní byl již za Rakouska-Uherska. Angažoval se v regionálních hospodářských a politických korporacích. Roku 1893 se stal předsedou okresního hospodářského spolku. Byl rovněž předsedou hospodářského obchodního družstva. Byl zvolen do výboru hospodářského spolku, stal se členem obecního a později i okresního zastupitelstva. Původně byl členem mladočeské strany, na přelomu století patřil mezi zakládající členy České agrární strany.
V zemských volbách roku 1895 byl zvolen na Český zemský sněm za kurii venkovských obcí, obvod Německý Brod, tehdy ještě jako mladočech. Mandát obhájil v zemských volbách roku 1901, tentokrát jako nezávislý kandidát.
Ve volbách do Říšské rady roku 1907 se stal poslancem Říšské rady (celostátní parlament), kam byl zvolen za obvod Čechy 064 (okresy Německý Brod, Humpolec a Ledeč nad Sázavou). Usedl do poslanecké frakce Klub českých agrárníků. Opětovně byl zvolen za týž obvod i ve volbách do Říšské rady roku 1911 a ve vídeňském parlamentu setrval do zániku monarchie.
Angažoval se v menšinové politice. Byl aktivní v Matici české a podporoval české menšiny na Štocku (jihlavský jazykový ostrov) či v Pošumaví. Zakládal rolnická skladištní a výrobní družstva, družstevní lihovary a inicioval vznik Zemědělské požární pojišťovny v Německém Brodě. Byl členem okresního zastupitelstva a zemědělské rady.
Po vzniku Československa zasedal v Revolučním národním shromáždění za Republikánskou stranu československého venkova (agrárníky). Do tohoto zákonodárného sboru nastoupil roku 1919. Byl profesí rolníkem. V parlamentních volbách v roce 1920 získal senátorské křeslo v Národním shromáždění, kde zasedal do své smrti v roce 1921. Místo něj pak do senátu jako náhradník nastoupil Václav Donát.
Zemřel v květnu 1921 v Okrouhlicích.